# Janusz Pyciak-Peciak
Janusz Pyciak-Peciak (n. 9 februarie 1949, Varșovia, Polonia) este un sportiv ce a reprezentat Polonia, medaliat olimpic. A participat la 3 ediții ale Jocurilor Olimpice (1972, 1976, 1980) în care a câștigat o medalie de aur.